# دیویستون (آلاباما)
دیویستون (به انگلیسی: Daviston) شهری در شهرستان تالاپوسا ایالت آلاباما است که مساحت آن ۲۳٫۷۴ کیلومتر مربع است و در سرشماری سال ۲۰۱۰ میلادی، ۲۱۴ نفر جمعیت داشته و تراکم جمعیتی آن، ۹٫۰۱ نفر در هر کیلومتر مربع بوده است.